# Списак премијера Уједињеног Краљевства
Ово је списак премијера Уједињеног Краљевства и државе претходнице Краљевине Велике Британије. У модерном смислу први премијер Велике Британије је био Роберт Волпол који је преузео кабинет 1721. године. Тренутни премијер Уједињеног краљевства је Кир Стармер.
Легенда боја

## Премијери у 18. веку
Током 18. века премијери су били премијеру Краљевине Велике Британије (формирана Законом о унији из 1707. године када су се ујединиле Енглеска и Шкотска). Роберт Харли и Сидни Годолфин су формирали владе током владавине краљице Ане, али они нису били премијери.

| Име | Име                                              | Портрет | Ступио на дужност  | Напустио дужност   | Странка   | Друге држане министарске функције                       | Напомене и кључни догађаји |
| --- | ------------------------------------------------ | ------- | ------------------ | ------------------ | --------- | ------------------------------------------------------- | --- |
|     | сер Роберт Волпол (од 1742. као гроф од Орфорда) |         | 4. април 1721.     | 11. фебруар 1742.  | виговци   | Први лорд Трезора, канцелар благајне и вођа Дома комуна | Сматра се за првог премијера у модерном смислу; банкрот Компаније Јужних мора; критикован због лошег учинка Велике Британије у Рату за Џенкинсово уво. |
|     | гроф од Вилмингтона                              |         | 16. фебруар 1742.  | 2. јул 1743.       | виговци   | први лорд Трезора                                       | увећао порезе на алкохолна пића; лошег здравља највећи део мандата премијера, владу de facto водио Џон Картрет. |
|     | Хенри Пелам                                      |         | 27. август 1743.   | 6. март 1754.      | виговци   | први лорд Трезора, канцелар благајне и вођа Дома комуна | реорганизација Краљевске морнарице; Јакобитски устанак из 1745.; усвајање грегоријанског календара; Акт о браку из 1753.; помогао завршетак Рата за аустријско наслеђе. |
|     | војвода од Њукасла (1. мандат)                   |         | 16. март 1754.     | 16. новембар 1756. | виговци   | први лорд Трезора и вођа Дома лордова                   | водио Велику Британију у Седмогодишњи рат против Француске у Северној Америци. |
|     | војвода од Девоншира                             |         | 16. новембар 1756. | 25. јун 1757.      | виговци   | Први лорд Трезора и Вођа Дома лордова                   | владу водио углавном Вилијам Пит Старији. |
|     | војвода од Њукасла (2. мандат)                   |         | 2. јул 1757.       | 26. мај 1762.      | виговци   | Први лорд Трезора и Вођа Дома лордова                   | Велика Британија је добила више утицаја у међународној политици због Седмогодишњег рата; рат је углавном водио Пит Старији као државни секретар. |
|     | гроф од Бјута                                    |         | 26. мај 1762.      | 8. април 1763.     | торијевци | први лорд Трезора и вођа Дома лордова                   | окончао доминацију виговаца и Седмогодишњи рат |
|     | Џорџ Гренвил                                     |         | 16. април 1763.    | 13. јул 1765.      | виговци   | први лорд Трезора, канцелар благајне и вођа Дома комуна | смањио домаће порезе на штету колонија; увео Акт о таксеним маркама из 1765. (што је на крају довело до Америчке револуције). |
|     | маркиз од Рокингама (1. мандат)                  |         | 13. јул 1765.      | 30. јул 1766.      | виговци   | Први лорд Трезора и Вођа Дома лордова                   | укинуо контроверзни Акт о таксеним маркама из 1765, подстакнут протестима америчких колониста и британских индустријалаца погођених њиме. |
|     | гроф од Чатама, „Вилијам Пит Старији“            |         | 30. јул 1766.      | 14. октобар 1768.  | виговци   | лорд чувар државног печата                              | први прави империјалиста; заслужан за стварање Британске империје; индиректно одговоран за Француску револуцију (због француског пораза од Британаца у Канади). |
|     | војвода од Графтона                              |         | 14. октобар 1768.  | 28. јануар 1770.   | виговци   | први лорд Трезора и вођа Дома лордова                   | покушао да се измири са британским колонијама. |
|     | лорд Норт                                        |         | 28. јануар 1770.   | 22. март 1782.     | торијевци | први лорд Трезора, канцелар благајне и вођа Дома комуна | водио Велику Британију у Америчку револуцију, направио неколико тактичких грешака; бунт лорда Гордона; поднео оставку након гласања о неповерењу. |
|     | маркиз од Рокингама (2. мандат)                  |         | 27. март 1782.     | 1. јул 1782.       | виговци   | Први лорд Трезора и вођа Дома лордова                   | признао независност САД; почео процес политичких реформи (преминуо током мандата). |
|     | гроф од Шелберна                                 |         | 4. јул 1782.       | 2. април 1783.     | виговци   | Први лорд Трезора и вођа Дома лордова                   | планирао политичке реформе; осигурао мир са САД, Француском и Шпанијом. |
|     | војвода од Портланда (1. мандат)                 |         | 2. април 1783.     | 19. децембар 1783. | виговци   | Први лорд Трезора и вођа Дома лордова                   | номинални вођа Фокс-Нортове коалиције; покушао да реформише Британску источноиндијску компанију, али га спречио Џорџ III. |
|     | Вилијам Пит Млађи (1. мандат)                    |         | 19. децембар 1783. | 14. март 1801.     | торијевци | први лорд Трезора, канцелар благајне и вођа Дома комуна | Акт о Индији из 1784.; покушао да уклони труле општине; лично се супротстављао трговини робљем; смањио је национални дуг услед побуне северноамеричких колонија; Тројна алијанса; Уставни закон из 1791.; рат са Француском од 1793; увео први порез на доходак; Акт о унији из 1800. |

## Премијери у 19. веку
Премијери током 19. века су били премијери Уједињеног Краљевства Велике Британије и Ирске, након Закона о унији из 1800. (који су ујединили Краљевство Ирску са Краљевством Великом Британијом).
| Име | Име                                                               | Портрет | Ступио на дужност  | Напустио дужност   | Странка         | Друге држане министарске функције | Напомене и кључни догађаји |
| --- | ----------------------------------------------------------------- | ------- | ------------------ | ------------------ | --------------- | --- | --- |
|     | Хенри Адингтон                                                    |         | 17. март 1801.     | 10. мај 1804.      | торијевци       | Први лорд Трезора, канцелар благајне и вођа Дома комуна | преговарао Амијенски мир са Француском 1802. |
|     | Вилијам Пит Млађи (2. мандат)                                     |         | 10. мај 1804.      | 23. јануар 1806.   | торијевци       | први лорд Трезора, канцелар благајне и вођа Дома комуна | Савез са Русијом, Аустријом и Шведском против Француске (Трећа коалиција); битка код Трафалгара; битка код Улма; битка код Аустерлица. |
|     | лорд Гренвил                                                      |         | 11. фебруар 1806.  | 31. март 1807.     | виговци         | Први лорд Трезора и Вођа Дома лордова | Укидање трговину робљем. |
|     | војвода од Портланда (2. мандат)                                  |         | 31. март 1807.     | 4. октобар 1809.   | торијевци       | Први лорд Трезора | био на челу торијевске владе; стар и болестан, напустио Кабинет самом себи (углавном га је водио Спенсер Персевал). |
|     | Спенсер Персевал                                                  |         | 4. октобар 1809.   | 11. мај 1812.      | торијевци       | Први лорд Трезора, канцелар благајне, Chancellor of the Duchy of Lancaster и вођа Дома комуна | лудило краља Џорџа III; његову администрацију је карактеризирао недостатак вишег државника (Персевал је служио и као канцелар благајне); Полуострвски рат, део Наполеонових ратова; до 2025, једини премијер који је убијен.                                               |
|     | гроф од Ливерпула                                                 |         | 8. јун 1812.       | 9. април 1827.     | торијевци       | Први лорд Трезора и вођа Дома лордова | Надгледао британску победу у Наполеонским ратовима; Бечки конгрес; економска рецесија 1817; Рат из 1812.; Петерло масакр 1819; повратак златног стандарда 1819; завера из улице Кејто да се убије гроф од Ливерпула 1820.                                                  |
|     | Џорџ Канинг                                                       |         | 10. април 1827.    | 8. август 1827.    | торијевци       | Први лорд Трезора, канцелар благајне и вођа Дома комуна | преминуо убрзо по преузимању дужности. |
|     | виконт Годрич                                                     |         | 31. август 1827.   | 21. јануар 1828.   | торијевци       | Први лорд Трезора и вођа Дома лордова | није имао подршку међу колегама; поднео оставку. |
|     | војвода од Велингтона (1. мандат)                                 |         | 22. јануар 1828.   | 16. новембар 1830. | торијевци       | Први лорд Трезора и вођа Дома лордова | повеља о еманципацији католика (због чега је водио двобој). |
|     | ерл Греј                                                          |         | 22. новембар 1830. | 9. јул 1834.       | виговци         | Први лорд Трезора и вођа Дома лордова | Reform Act 1832; ограничење запошљавања деце; укидање ропства широм Британске империје. |
|     | виконт Мелбурн (1. мандат)                                        |         | 16. јул 1834.      | 14. новембар 1834. | виговци         | Први лорд Трезора и вођа Дома лордова | William IV's opposition forced him to resign. |
|     | војвода од Велингтона (2. мандат)                                 |         | 14. новембар 1834. | 10. децембар 1834. | торијевци       | Први лорд Трезора, Secretary of State for the Home Department, Secretary of State for Foreign Affairs, Secretary of State for War and the Colonies и Вођа Дома лордова                                            | Caretaker government while Sir Robert Peel was located and returned to London. Held many of the major posts himself. |
|     | Сер Роберт Пил (1. мандат)                                        |         | 10. децембар 1834  | 8. април 1835      | конзервативци   | први лорд Трезора, канцелар благајне и вођа Дома комуна | није могао да обезбеди већину у Парламенту, па је поднео оставку |
|     | виконт Мелбурн (2. мандат)                                        |         | 18. април 1835.    | 30. август 1841.   | виговци         | Први лорд Трезора и вођа Дома лордова | A father figure to Queen Victoria; Municipal Corporations Act 1835. |
|     | Сер Роберт Пил (2. мандат)                                        |         | 30. август 1841.   | 29. јун 1846.      | конзервативци   | Први лорд Трезора и вођа Дома комуна | Mines Act 1842; Акт о фабрикама 1844.; Railway Act 1844; одбијање Закона о кукурузу (подстакнут Великом глађу у Ирској). |
|     | лорд Џон Расел (1. мандат) (afterwards PM as Earl Russell)        |         | 30. јун 1846. .    | 21. фебруар 1852.  | виговци         | Први лорд Трезора и вођа Дома комуна | Мањинска влада, али с расколом у Конзервативној странци на протекционисте и пилите, виговци су задржали власт; Акт о образовању из 1847., афера Дон Пацифико; Чартистичке демонстрације, Закон у аустралијским колонијама; Прва светска изложба, унапређен Акт о сиротињи. |
|     | гроф од Дарбија (1. мандат)                                       |         | 23. фебруар 1852.  | 17. децембар 1852. | конзервативци   | Први лорд Трезора и вођа Дома лордова | Government collapsed when his Chancellor's Budget was defeated. |
|     | гроф од Абердина                                                  |         | 19. децембар 1852. | 30. јануар 1855    | Peelite/виговци | Први лорд Трезора и вођа Дома лордова | водио државу у Кримски рат; поднео оставку након пораза у гласању о истрази о вођењу рата. Први и последњи пилитски премијер. |
|     | виконт Палмерстон (1. мандат)                                     |         | 6. фебруар 1855.   | 19. фебруар 1858.  | виговци         | Први лорд Трезора и вођа Дома комуна | Реаговао на Индијску побуну 1857.; представио Повеља о ИндијиПовељу о Индији. |
|     | гроф од Дарбија (2. мандат)                                       |         | 20. фебруар 1858.  | 11. јун 1859.      | конзервативци   | Први лорд Трезора и вођа Дома лордова | Акт о влади Индије из 1858., пренос власништва Источноиндијске компаније; Акт о правима Јевреја, који је омогућио Јеврејима да постану чланови парламента. |
|     | виконт Палмерстон (2. мандат)                                     |         | 12. јун 1859.      | 18. октобар 1865.  | либерали        | Први лорд Трезора и Вођа Дома комуна | између два периода на дужности основао Либералну партију; преминуо током мандата |
|     | ерл Расел (2. мандат) (претходно посланика као лорд Џон Расел)    |         | 29. октобар 1865.  | 26. јун 1866.      | либерали        | Први лорд Трезора и вођа Дома лордова | покушао да уведе шири Акт о великим реформама, али му се супротставио његов кабинет. |
|     | гроф од Дарбија (3. мандат)                                       |         | 28. јун 1866.      | 25. фебруар 1868.  | конзервативци   | Први лорд Трезора и вођа Дома лордова | Акт о реформама из 1867; неки га сматрају оцем данашње Конзервативне партије. |
|     | Бенџамин Дизраели (1. мандат)                                     |         | 27. фебруар 1868.  | 1. децембар 1868.  | конзервативци   | Први лорд Трезора и вођа Дома комуна | Први и до 2025. једини премијер јеврејског порекла; распустио парламент пошто конзервативци нису имали већину. |
|     | Вилијам Јуарт Гледстон (1. мандат)                                |         | 3. децембар 1868.  | 17. фебруар 1874.  | либерали        | Први лорд Трезора и вођа Дома комуна 3. децембар 1868. — 17. фебруар 1874; канцелар благајне 11. август 1873. — 17. фебруар 1874                                                                                  | увео реформе у Британску војску, цивилну службу и локалну власт; забранио бичевање у доба мира; Акт о изборима 1872.; није успео да спречи Француско-пруски рат |
|     | Бенџамин Дизраели (2. мандат) (from 1876 as Earl of Beaconsfield) |         | 20. фебруар 1874   | 21. април 1880     | конзервативци   | Први лорд Трезора 20. фебруар 1874. — 21. април 1880; Вођа Дома комуна 20. фебруар 1874. — 21. август 1876; Вођа Дома лордова 21. август 1876. — 21. април 1880; Lord Privy Seal 21. август 1876. — 2. април 1878 | Various reforms including the Climbing Boys Act 1875, the Public Health Act 1875 and the Employers and Workmen Act 1878; Congress of Berlin; breaking up of the League of the Three Emperors, the Zulu War.                                                                |
|     | Вилијам Јуарт Гледстон (2. мандат)                                |         | 23. април 1880     | 9. јун 1885        | либерали        | Први лорд Трезора и вођа Дома комуна 23. април 1880. — 9. јун 1885; канцелар благајне 23. април 1880. — 16. децембар 1882                                                                                         | Први бурски рат; Irish Coercion Act; Redistribution of Seats Act 1885; Reform Act, 1884; failure to rescue General Gordon in Картуму, Судан. |
|     | маркиз од Солсберија (1. мандат)                                  |         | 23. јун 1885       | 28. јануар 1886    | конзервативци   | Secretary of State for Foreign Affairs и Вођа Дома лордова | Legislation providing for housing the working class. |
|     | Вилијам Јуарт Гледстон (3. мандат)                                |         | 1. фебруар 1886    | 20. јул 1886       | либерали        | Први лорд Трезора, Lord Privy Seal и вођа Дома комуна | First introduction of the Home Rule Bill for Ireland, which split the Liberal Party, resulting in the end of Gladstone's government. |
|     | маркиз од Солсберија (2. мандат)                                  |         | 25. јул 1886       | 11. август 1892    | конзервативци   | Вођа Дома лордова 25. јул 1886. — 11. август 1892; Први лорд Трезора 25. јул 1886. — January 14 1887; Secretary of State for Foreign Affairs January 14 1887. — 11. август 1892                                   | противио се ирској домовинској управи; Local Government Act 1888; Partition of Africa; Free Education Act 1891; creation of Rhodesia (now Zimbabwe). |
|     | Вилијам Јуарт Гледстон (4. мандат)                                |         | 15. август 1892    | 2. март 1894       | либерали        | Први лорд Трезора, Lord Privy Seal и вођа Дома комуна | Reintroduction of the Home Rule Bill, which was passed by the House of Commons but rejected by the House of Lords leading to his resignation. |
|     | гроф од Роузберија                                                |         | 5. март 1894.      | 22. јун 1895.      | либерали        | Први лорд Трезора, Lord President of the Council и вођа Дома лордова | империјалиста; планови за проширење Краљевска ратна морнарицаКраљевске морнарице је изазвало раскол у оквиру Либералне партије; поднео оставку након гласања о цензури око снабдевања војске.                                                                              |
|     | маркиз од Солсберија (3. мандат)                                  |         | 25. јун 1895.      | 11. јул 1902.      | конзервативци   | Вођа Дома лордова 25. јун 1895. — 11. јул 1902; Secretary of State for Foreign Affairs 25. јун 1895. — November 12 1900; Lord Privy Seal November 12 1900. — 11. јул 1902                                         | Workmen's Compensation Act 1897; Second Boer War; Anglo-Japanese Alliance. |

## Премијери у 20. веку
Није било промена у надлежности Парламента Уједињеног Краљевства све до 1922, када је након Англо-ирског рата, 26 округа Ирске издвојено из Уједињено Краљевства и од њих је основана Ирска Слободна Држава. Преосталих шест округа, у североисточној Ирској, су остала у Унији и од њих је настала Северна Ирска. Званично име Уједињеног Краљевства је 1927. постало Уједињено Краљевство Велике Британије и Ирске.
| Име | Име                         | Портрет | Ступио на дужност | Напустио дужност  | Странка                               | Друге држане министарске функције                                                                                                | Напомене и кључни догађаји |
| --- | --------------------------- | ------- | ----------------- | ----------------- | ------------------------------------- | --- | --- |
|     | Артур Балфор                |         | 11. јул 1902.     | 5. децембар 1905. | конзервативци                         | Први лорд Трезора и вођа Дома комуна                                                                                             | У лошим односима са Едвардом VII; његов кабинет је био подељен око слободне трговине; оснивање Комитет за одбрану Империје; Срдачна антанта. |
|     | Сер Хенри Кембел-Банерман   |         | 5. децембар 1905. | 7. април 1908.    | либерал                               | Први лорд Трезора и Вођа Дома комуна                                                                                             | Вратио аутономију Трансвалу и Слободној Држави Орање; Англо-руски савез; први премијер који је тако називан у Парламенту |
|     | Херберт Хенри Асквит        |         | 7. април 1908.    | 7. децембар 1916. | либерали                              | Први лорд Трезора и Вођа Дома комуна 5. април 1908. — 5. децембар 1916; Secretary of State for War March 30 1914 - August 5 1914 | Liberal Welfare Reforms; People's Budget; Акт о парламенту из 1911.; National Insurance and pensions; Акт о самоуправи 1914.; Први светски рат; Ускршњи устанак. |
|     | Дејвид Лојд Џорџ            |         | 7. децембар 1916. | 19. октобар 1922. | либерали                              | Први лорд Трезора | End of World War I; Париска мировна конференција; покушао да прошири регрутацију на Ирску за време Првог светског рата; дао жена преко 31 године право гласа; оснивање Ирске Слободне Државе; the only Prime Minister, as of 2007, whose mother tongue was not English (it was Welsh).                                                                                                   |
|     | Ендру Бонар Ло              |         | 23. октобар 1922. | 20. мај 1923.     | конзервативци                         | Први лорд Трезора и Вођа Дома комуна                                                                                             | поднео оставку због лошег здравља; преминуо шест месеци по одласку са дужности |
|     | Стенли Болдвин (1. мандат)  |         | 23. мај 1923.     | 16. јануар 1924.  | конзервативци                         | Први лорд Трезора и Вођа Дома комуна 23. мај 1923. — 16. јануар 1924; канцелар благајне 23. мај 1923. — 27. август 1923          | расписао опште изборе да добије мандат за протекционистичке тарифе, али није успео да добије већину; поднео оставку након што му је изгласано неповерење |
|     | Ремзи Макдоналд (1. мандат) |         | 22. јануар 1924.  | 4. новембар 1924. | лабуристи                             | Први лорд Трезора, Вођа Дома комуна и Secretary of State for Foreign Affairs                                                     | први лабуристичке премијер; није имао већину па није могао уводити радикалније законе; settled reparations with Germany following World War I. |
|     | Стенли Болдвин (2. мандат)  |         | 4. новембар 1924. | 5. јун 1929.      | конзервативци                         | Први лорд Трезора и Вођа Дома комуна                                                                                             | Treaty of Locarno; потписник Kellogg-Briand Pact; Pensions Act; давање права гласа женама преко 21 године старости; UK General Strike of 1926. |
|     | Ремзи Макдоналд (2. мандат) |         | 5. јун 1929.      | 24. август 1931.  | лабуристи                             | Први лорд Трезора и Вођа Дома комуна                                                                                             | именовао првог женског министра, Маргарет Бондфилд; економска криза након краха Волстрита 1929.. |
|     | Ремзи Макдоналд (3. мандат) |         | 24. август 1931.  | 7. јун 1935.      | National Labour (National Government) | први лорд Трезора и вођа Дома комуна                                                                                             | није успео да задржи подршку Лабуристичке партије, па је поднео оставки и био поново именован да формира National Government уз подршку Конзервативне и Либералне странке. Избачен из Лабуристичке партије. |
|     | Стенли Болдвин (3. мандат)  |         | 7. јун 1935.      | 28. мај 1937.     | конзервативци (National Government)   | Први лорд Трезора и Вођа Дома комуна                                                                                             | Managed the abdication crisis of Edward VIII; started rearmament but later criticised for failing to rearm more when Adolf Hitler broke Germany's Treaty of Versailles obligations. |
|     | Невил Чемберлен             |         | 28. мај 1937.     | 10. мај 1940.     | конзервативци (национална влада)      | први лорд Трезора и вођа Дома комуна                                                                                             | покушао да спречи Други светски рат through appeasement of Germany; widely criticised following the invasion of Poland; resigned after failing to form a Coalition Government. |
|     | Винстон Черчил (1. мандат)  |         | 10. мај 1940.     | 23. мај 1945.     | конзервативци (коалиција)             | Први лорд Трезора и Minister of Defence 10. мај 1940. — 23. мај 1945; Вођа Дома комуна 10. мај 1940. — Фебруар 19 1942           | World War II; led a Coalition Government; оснивање Уједињених нација; предложио оно што ће на крају постаји Европска унија. |
|     | Винстон Черчил (2. мандат)  |         | 23. мај 1945      | 27. јул 1945      | конзервативци (Caretaker)             | Први лорд Трезора и Minister of Defence                                                                                          | Following the ending of his all-party coalition, Churchill formed a "caretaker" government out of Conservatives, Liberal Nationals and non-party figures. However after two months it was defeated in the 1945 general election. |
|     | Клемент Атли                |         | 27. јул 1945.     | 26. октобар 1951. | лабуристи                             | Први лорд Трезора (27. јул 1945. — 26. октобар 1951); министар одбране (27. јул 1945. — децембар 1946)                           | Initiated the post-war consensus; увео национализацију предузећа; foundation of the National Health Service; extended national insurance scheme; независност Индије и крај британске улоге у Палестини; оснивање НАТО пакта. |
|     | Винстон Черчил (3. мандат)  |         | 26. октобар 1951. | 7. април 1955.    | конзервативци                         | Први лорд Трезора (26. октобар 1951. — 7. април 1955); Minister of Defence 26. октобар 1951. — March 12 1952                     | Domestic policy interrupted by foreign disputes (операција Ајакс, устанак Мау Мау, Malayan Emergency). |
|     | Сер Ентони Идн              |         | 7. април 1955.    | 10. јануар 1957.  | конзервативци                         | Први лорд Трезора | није успео да спречи египатску национализацију Суецког канала; напао Египат што је довело до Суецке кризе. |
|     | Харолд Макмилан             |         | 10. јануар 1957.  | 19. октобар 1963. | конзервативци                         | Први лорд Трезора | Уједињено Краљевство први пут затражило да буде примљено у ЕЕЗ; захтев поделио конзервативце и одбијен од Шарла де Гола, председника Француске; афера Профјумо. |
|     | Алек Даглас-Хјум            |         | 19. октобар 1963  | 16. октобар 1964  | конзервативци                         | Први лорд Трезора | Was the Earl of Home when he became Prime Minister, and renounced his peerage on 23. октобар 1963. in order to stand for the House of Commons. |
|     | Харолд Вилсон (1. мандат)   |         | 16. октобар 1964  | 19. јун 1970      | лабуристи                             | Први лорд Трезора | Social reforms, including legalisation of abortion and decriminalisation of homosexuality; Rhodesian U.D.I.; adopted, then abandoned, the National Plan for the economy; Devaluation of the pound; foundation of the Open University; dispute over In Place of Strife trade union reforms.                                                                                               |
|     | Едвард Хит                  |         | 19. јун 1970      | 4. март 1974      | конзервативци                         | Први лорд Трезора | U-turned over intervention in industry; negotiated Britain's entry to the European Community; Violence due to Northern Ireland's 'Troubles' peaked; the Sunningdale Agreement agreed; Three-Day Week; called early election in backfiring attempt to confront striking miners. |
|     | Харолд Вилсон (2. мандат)   |         | 4. март 1974.     | 5. април 1976.    | лабуристи                             | Први лорд Трезора | окончао спор са рударима; Social Contract with trade unions over the economy; Health and Safety at Work Act; Renegotiated terms for EC membership, then 1975 referendum validated entry; North Sea oil, Cod War. |
|     | Џејмс Калахан               |         | 5. април 1976.    | 4. мај 1979.      | лабуристи                             | први лорд Трезора и министар за грађанску службу                                                                                 | позајмица ММФ за одржавање фунте; the Lib-Lab pact; enacted devolution to Scotland and Wales but referendums stopped them; relations with trade unions broke down in the Winter of Discontent. |
|     | Маргарет Тачер              |         | 4. мај 1979       | 28. новембар 1990 | конзервативци                         | први лорд Трезора и министар за грађанску службу                                                                                 | прва жена премијер Уједињеног Краљевства; Фолкландски рат; sold council housing to tenants (right to buy) without replacement; miners' strike 1984-5; приватизација многих државних предузећа; смањена моћ синдиката; Anglo-Irish Agreement; Section 28; abolition of GLC; negotiation of the UK rebate towards the European Community budget; the "Poll tax".                           |
|     | Џон Мејџор                  |         | 28. новембар 1990 | 2. мај 1997       | конзервативци                         | први лорд Трезора и министар за грађанску службу                                                                                 | глобална рецесија; Заливски рат; ратификација Мастрихтског споразума и Мастритски побуњеници; принудни излазак из европског течаја размене валута ("Црна среда"); the Downing Street Declaration (initiating the Northern Ireland peace process); Citizen's charter; "Back to Basics" campaign; Cones Hotline; Dangerous Dogs Act.                                                       |
|     | Тони Блер                   |         | 2. мај 1997       | 27. јун 2007      | лабуристи                             | први лорд Трезора и министар за грађанску службу                                                                                 | рат у Ираку; независност Банке Енглеске; споразум из Белфаста; Human Rights Act; devolution to Scotland and Wales; House of Lords Reform; minimum wage; рат на Косову и Метохији; Mayor of London and GLA; рат у Авганистану; university tuition fees; Civil Partnership Act; Напади у Лондону 7. јула 2005.; Cash for Peerages; Ecclestone scandal; Dodgy Dossier; Келијево самоубиство |

## Премијери у 21. веку
| Име | Име            | Портрет | Преузео кабинет    | Напустио дужност   | Политичка странка | Друге министарске дужности                       | Белешке и кључни догађаји |
| --- | -------------- | ------- | ------------------ | ------------------ | ----------------- | ------------------------------------------------ | --- |
|     | Гордон Браун   |         | 27. јун 2007.      | 11. мај 2010.      | лабуристи         | Први лорд Трезора и министар за грађанску службу | London car bombs; Glasgow Airport attack; foot-and-mouth outbreak (2007); national floods; child benefit data misplaced; Donorgate ; Northern Rock; Лисабонски споразум |
|     | Дејвид Камерон |         | 11. мај 2010.      | 13. јул 2016.      | конзервативци     | први лорд Трезора и министар за грађанску службу | Референдум о чланству Уједињеног Краљевства у Европској унији, Доноргејт                                                                                                |
|     | Тереза Меј     |         | 13. јул 2016.      | 24. јул 2019.      | конзервативци     | први лорд Трезора и министар за грађанску службу | споразум о повлачењу из Брегзита |
|     | Борис Џонсон   |         | 24. јул 2019.      | 6. септембар 2022. | конзервативци     | први лорд Трезора и министар за грађанску службу | Брегзит, Партигејт |
|     | Лиз Трас       |         | 6. септембар 2022. | 25. октобар 2022.  | конзервативци     | први лорд Трезора и министар за грађанску службу | Мини-буџет у УК октобар 2022. |
|     | Риши Сунак     |         | 25. октобар 2022.  | 5. јул 2024.       | конзервативци     | први лорд Трезора и министар за грађанску службу | |
|     | Кир Стармер    |         | 5. јул 2024.       | Тренутно           | лабуристи         | први лорд Трезора и министар за грађанску службу | |

## Живи премијери
Живи премијери на дан 17. август 2025. (од најстаријег до најмлађег):
- Џон Мејџор
(1990—1997)
Рођен 29 март, 1943.
(82 године, 141 дан)
- Гордон Браун
(2007—2010)
Рођен 20 фебруар, 1951.
(74 године, 178 дана)
- Тони Блер
(1997—2007)
Рођен 6 мај, 1953.
(72 године, 103 дана)
- Тереза Меј
(2016—2019)
Рођен 1 октобар, 1956.
(68 година, 320 дана)
- Кир Стармер
(2024—тренутно)
Рођен 2 септембар, 1962.
(62 године, 349 дана)
- Борис Џонсон
(2019—2022)
Рођен 19 јун, 1964.
(61 година, 59 дана)
- Дејвид Камерон
(2010—2016)
Рођен 9 октобар, 1966.
(58 година, 312 дана)
- Лиз Трас
(2022—2022)
Рођен 26 јул, 1975.
(50 година, 22 дана)
- Риши Сунак
(2022—2024)
Рођен 12 мај, 1980.
(45 година, 97 дана)